# سيطة
سيطة هي قرية صغيرة تقع في منطقة الجزيرة قرب تلعفر.
ظهر اسم البلدة في إحصاء عام 1957 م وكان عدد سكنها في تلك العام 222 نسمة. مختار القرية كان الحاج علي محمد عبد الرحمن الحياني، ومن أعلامها الشيخ أزهر عبد الله عبد الرحمن الحياني (و. 1371 هـ / 1952 م) و العديد من الاساتذة و المهندسين و يسكنها البو حياة و السادة الحياليين .
من القرى القريبة من سيطة قرية «ركراك» وقرية «الطينية» وقرية «أبو شكة».